# Phaenobezzia astyla
Phaenobezzia astyla är en tvåvingeart som beskrevs av Gustavo R. Spinelli och Wirth 1986. Phaenobezzia astyla ingår i släktet Phaenobezzia och familjen svidknott.
Artens utbredningsområde är Colombia. Inga underarter finns listade i Catalogue of Life.